# Pedro Olañeta
Pedro Olañeta Zelaya (Tupiza, Imperio español; 24 de febrero de 1808-La Paz, Bolivia; 1867) fue un Militar boliviano que sirvió como ministro de Guerra en la presidencia de Mariano Melgarejo.
Olañeta fue hijo natural del brigadier general Pedro Antonio de Olañeta, comandante de las fuerzas realistas en la guerra de independencia y último virrey del Río de la Plata (nombramiento póstumo), y de María Zelaya. 
Pedro Olañeta siguió los pasos de su padre, optando por una carrera militar. Alcanzó el grado de mayor general en el Ejército boliviano y sirvió de ministro de Guerra en el gobierno de Mariano Melgarejo brevemente el último año de su vida. En 1866 formó parte de legación diplomática que negoció el Tratado de límites entre Bolivia y Chile. Murió en La Paz de una caída de caballo.